# 普斯坎圖爾帕山
10°22′02″S 76°51′51″W / 10.36722°S 76.86417°W
普斯坎圖爾帕山（Puscanturpa），是秘魯的山峰，位於安卡什大區和利馬大區，由赫蘇斯區和卡哈坦博區負責管轄，屬於瓦伊瓦什山脈的一部分，海拔高度5,400米。